# Weltraumrettungsübereinkommen

Unterzeichnerstaaten des Weltraumrettungsübereinkommens
Ratifiziert
Unterzeichnet, aber nicht ratifiziert

Das Weltraumrettungsübereinkommen – offizieller Langtitel: Übereinkommen über die Rettung und die Rückführung von Raumfahrern sowie die Rückgabe von in den Weltraum gestarteten Gegenständen – ist ein internationales Übereinkommen über die Rettung von Raumfahrern aus dem All. Es ergänzt Artikel 5 des Weltraumvertrages und wurde 1968 unterzeichnet.

## Inhalt
In dem Übereinkommen verpflichten sich die unterzeichnenden Staaten und Organisationen dazu, in Not geratenen Astronauten jede mögliche Hilfe zukommen zu lassen und sie nach geglückter Rettung schnellstmöglich in ihr Heimatland zurückzubefördern.
Artikel 1 legt fest, dass, sobald ein Unterzeichner von der Notsituation eines Raumschiffes erfährt, dessen Staat bzw. Organisation und der Generalsekretär der Vereinten Nationen schnellstmöglich hierüber informiert werden.
Artikel 2 behandelt die Rettung eines in einem fremden Land gelandeten Raumschiffes.
Artikel 3 behandelt die Rettung in internationalen Gewässern.
Artikel 4 spezifiziert, dass eine gelandete Besatzung in ihr Heimatland ausgeliefert wird.
Artikel 5 verpflichtet die unterzeichneten Parteien zur Rückgabe gelandeter Raumschiffe (oder anderer Weltraumhardware) an die Herstellernation bzw. -organisation.
Artikel 6 definiert den Begriff „Startbehörde“ als Staat oder Organisation, die für den Start verantwortlich ist.
Artikel 7 erläutert den möglichen Kreis der Unterzeichner und der Formalitäten der Unterzeichnung bzw. Ratifikation.
Artikel 8 ermöglicht jeder Partei Vorschläge zur Erweiterung des Abkommens einzubringen.
Artikel 9 beschreibt die Möglichkeit zum Ausstieg aus dem Abkommen.
Artikel 10 legt die Verteilung des Abkommens fest.